# Sibișel (gmina Beriu)
Sibișel – wieś w Rumunii, w okręgu Hunedoara, w gminie Beriu. W 2011 roku liczyła 641 mieszkańców.